# LZ 49
Der Zeppelin LZ 49 war das 49. Luftschiff des Grafen Zeppelin und das 23. Luftschiff des deutschen Heeres (taktische Nummer LZ 79). Er gehörte zur Baureihe „P“ der deutschen Zeppelin-Militärluftschiffe.

## Geschichte
Das Luftschiff wurde in Potsdam gebaut und unternahm seine erste Fahrt am 2. August 1915. Es war zuerst in Jüterbog, ab dem 6. August 1915 Posen und ab dem 11. September 1915 in Maubeuge sowie Düren stationiert. Spätere Standorte waren wechselweise Spich und Namur. Beim ersten Landeversuch in Posen kam es zu einem Unfall als mehrere Personen des Bodenpersonals am Halteseil hochgerissen wurden. Eine Person stürzte tödlich ab, zwei weitere konnten nach zwei Stunden geborgen werden. Unter dem Kommando von Hauptmann Victor Gaissert führte LZ 79 drei Angriffe mit zusammen 4.440 Kilogramm Bombenlast durch.
Der erste Bombenangriff erfolgte in der Nacht vom 10. auf den 11. August 1915 gegen Brest-Litowsk und Kowel. Dabei legte LZ 79 in 17 Stunden 1.350 Kilometer zurück und warf 1.500 Kilogramm Bomben ab. Der zweite Angriff führte am 25. und 26. August 1915 ebenfalls nach Brest-Litowsk, wo über einem Bahnhof 1.100 Kilogramm Bomben abgeworfen wurden.
Im Oktober 1915 befand sich LZ 79 zur Reparatur in der Luftschiffhalle von Distelrath (Düren). Dort kam es beim Aushallen zu schweren Beschädigungen, die vor Ort bis Dezember 1915 behoben wurden. Dabei erhielt der Zeppelin zusätzliche Gaszellen und eine funktelegrafische Richtungsanlage zur Positionsbestimmung.
Es folgte die Verlegung nach Namur in Belgien. Von dort aus verlief ein Angriffsversuch gegen Le Creusot am 25. und 26. Januar 1916 ergebnislos.

## Verbleib

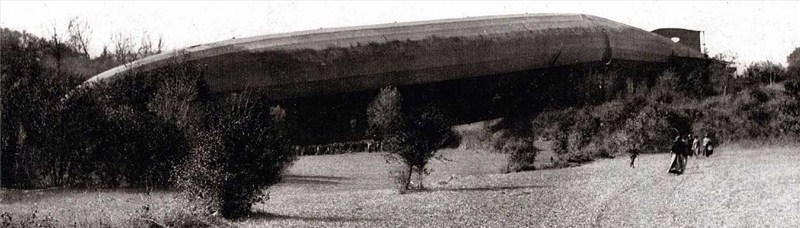
Abgestürzte Luftschiff LZ 79

Das Luftschiff zählt zu den zahlreichen Zeppelinen der P-Baureihe, die durch Feindeinwirkung verloren gingen. Infolge eines Angriffs Ende Januar 1916 auf Paris erhielt LZ 79 mehrere Flak-Treffer durch die französische Flugabwehr. Trotz Höhenverlust konnte die Fahrt noch etwa bis Mainvault bei Ath in Belgien fortgesetzt werden. Dort kollidierte es bei Dunkelheit mit einem Gebäude und zerbrach. Die Schäden waren so stark, dass LZ 79 abgewrackt wurde.

## Technische Daten
- Traggasvolumen:
  - 31.900 m³ Wasserstoff (bis Oktober 1915)
  - 35.800 m³ Wasserstoff (ab Dezember 1915)[4]
- Länge: 
  - 163,50 m (bis Oktober 1915)
  - 178,50 m (ab Dezember 1915)[4]
- Durchmesser: 18,70 m
- Nutzlast: 16,2 t
- Antrieb: vier sechszylindrige Maybach-Motoren von je 210 PS (154 kW)
- Geschwindigkeit: 26,7 m/s
- Aktionsradius: 2.150 km
- Maximale Steighöhe: 3.900 m
- Bewaffnung: 2 × 8-mm-Maxim-Maschinengewehre[4]
- Besatzung: ca. 18 Mann